# アスキーネット
アスキーネット（ASCIInet）はかつて株式会社アスキー（現 角川アスキー総合研究所）が運営していた商用パソコン通信ホスト局。

## 概要
パソコン関連出版社のアスキーが1985年に実験サービスとしてパソコン通信ホストを開局した。有料化後は4種類のサービスに分かれていたが後に統合された。Windows 95が発売されて以降、インターネットの利用が広まるにつれ他の商用パソコン通信と同じくインターネット接続機能も取り入れるようになったが、利用者数が伸びず1997年にサービスを停止した。

## 沿革
- 1985年
  - 3月26日 アスキーネット入会申込み受付開始
  - 5月1日 実験運用開始
  - 5月 『パソコン通信ハンドブック』発売
- 1986年
  - 12月20日 アスキーネットMSX運用開始
  - 12月31日 実験運用ID発行終了
- 1987年
  - 3月20日 アスキーネットACS運用開始
  - 5月29日 アスキーネット実験運用終了
  - 6月15日 アスキーネットPCS運用開始
- 1988年6月 利用料金改定
- 1990年7月10日 アスキーネットDPI運用開始
- 1992年
  - 3月25日 MSX/ACS/PCS/DPI運用終了
  - 3月30日 新アスキーネット運用開始
- 1994年
  - 1月20日 PC-VAN+との相互接続開始
  - 3月〜 telnet/whois/ftp/NetNews等順次サービス追加
  - 10月31日 Internet 電子メールサービス開始
- 1995年9月1日 アスキーネット関西センター開設
- 1996年
  - 1月31日 WorldTALKによるWWWサービス開始
  - 5月15日 ダイヤルアップIP接続サービス開始
- 1997年
  - 5月2日 サービス停止を発表[1]
  - 8月24日 サービス停止（以降リードオンリー期間あり）

## システム
ホスト側で多くの機能をもっていた。

### プロフィール
全てのユーザーが固定IDを持ち、またアクティブユーザーは全体で数百名〜数千名だったため、ソーシャルネットワークとしての機能もあり、各人が趣向を凝らしたプロフィールを持っていた。このプロフィールは簡単なコマンドで参照することができた。

### 電子掲示板
有料化後の電子掲示板はハイパーノーツ（HyperNotes）と呼ばれる形式を採用した。各掲示板(sig)には利用者が主題ごとに自由にノート（現在のインターネット掲示板で言うスレッドとほぼ同じもの）を追加可能で、他の利用者はそのノートにレスポンスを追加する事が出来た。NIFTY-ServeやPC-VANなど当時の他の商用パソコン通信では、掲示板は運営側が用意したもののみで、利用者はそこに雑多なレスポンスをごちゃ混ぜに付けていくシステムが多かったのに対し、話題ごとにノートが整理されるこのシステムは機能や使い勝手などが評価されて後にmmmやWANI-BBSなどの草の根ネット用のホストシステムで同様の機能が実装された。さらに、後のマルチスレッド掲示板システムにも影響を与えたと考えられる。
ハイパーノーツ内の各コマンドはワンキーアクションを採用し、1文字で規定されているコマンドの入力後にはエンターキーを押す必要はない。
ホスト側で利用者ごとにノート単位・レスポンス単位で既読・未読の管理を行うことも可能になっていた。上記のハイパーノーツと併せて、特殊なツールやログ管理ソフト等を使用せず、通信ソフトのみで掲示板での意見交換を楽しむことができるホストシステムとなっていた。しかし、当時のホストコンピュータの能力ではこういった多機能を実現するにはかなり負荷が高く、会員数の割には動作が重い時期もあったことも否めない。

### ライブラリ
ソフトウェアやデータなどを保管するライブラリはプール（pool）と名付けられていた。手順はTransIt（ダウンロード及びアップロード）、ZMODEM（ダウンロードのみ）が利用できた。

### 電子メール
当初は利用者間のみのメールシステムであったが、後にインターネットとのメール交換も可能となっていた。メールアドレスは、IDがnet12345のユーザーの場合、net12345@asciinet.or.jpというアドレスになっていた（現在はドメイン廃止済み）。

### チャット
voiceと名付けられていた。

### データベース
poolと呼ばれるオンラインソフト等のアップロード・ダウンロード用データベースが設けられていた。
また、インターネットとの相互接続後は、パーソナルスペースと呼ばれる個人用データスペースが用意され、ftp等で一時的にパーソナルスペースにデータをダウンロードし、それをパソコン通信ソフトで自分のPCにダウンロードすることで、FTPクライアントソフトを使用しなくてもインターネットからデータを落とすことができるよう工夫されていた。

### オンラインゲーム
BSD用Rogueが最初に公開された。一般ユーザーがローグライクゲームに接する初の機会であったため大流行した。当時60程しかなかった回線を圧迫したため後に公開が終了となった。その後もゲーム内で死亡した時に出る墓石のAAをチャット中に寝てしまったユーザーの墓標としたり、ID停止状態のユーザーを揶揄するために使うことも多かった。
```
                      __________
                     /          \\
                    /    REST    \\
                   /      IN      \\
                  /     PEACE      \\
                 /                  \\
                 | pcs13030 SAGANO  |
                 |                  |
                 |  a total winner  |
                 |                  |
                 |       2008       |
                *|     *  *  *      | *
        ________)/\\\\_//(\\/(/\\)/\\//\\/|_)_______
```

chatルームを利用しリアルタイムにデーターを渡す戦闘ゲーム『晴れた日は公園に行こう。』が流行した。
有料化後にはGFT（Galactic Free Traders）という、他の利用者と競い合い、ゲーム空間内でお金を儲けながらゴールを目指すオンラインゲームが提供されていた。

### インターネット関連
インターネットへの接続機能が順次拡大された。

#### WWW
Windows 3.1以降では無手順のパソコン通信接続の形態でもWorldTALKによりWebブラウジングが可能であった。また、利用者へのWebページ開設サービスも存在した。HTMLファイルがパソコン通信側からもアップロード可能であった（他の商用パソコン通信ではftpによるアップロード）。

#### telnet
利用料金の差により、アスキーネットへ接続してからNIFTY-Serveへtelnetで接続した方がNIFTY-Serveの高速アクセスポイントへ普通に接続するより高速で安くなるなどという事があった。

## アクセスポイント
各地にアクセスポイントが設けられていた。Tri-P,TYMPASのアクセスポイントが使用できた。また東京直通アクセスポイントが存在した。高速規格モデムが登場する毎に素早い対応が行われた。
初期には東京のみにしかアクセスポイントがなく、また通話料割引サービスも存在しなかったため、地方からアクセスした利用者の月額電話代が高額になる事も多かった。ある関西のユーザーは毎月10万円以上の電話料を払い続け、東京に引っ越しアスキーネットのcbbs opとなった。また、Rogueのハイスコアランキングでトップの常連だった北陸の高校生は月額80万円という最高額記録を作った。東京の多くのアクティブユーザーも月額数万円は普通のことであった。

## 歴史

### 実験開始〜ID4ケタ時代
利用者IDの頭3文字がascで発行された。asc0000〜asc0099までは社内用として発行され、応募した一般ユーザーにはasc0100〜が割り当てられた。書籍折込の応募用紙を使い発行された発足当初〜約一年後までにasc約7000まで発行された。アドレスを正しく書けばJUNETのユーザーにメールを送ることも出来、実際に試すものが出て問題になった。junk.test、現役女子大生（後にアスキー社員）をsigopとする麻奈美のコーヒーショップ等、以後のアスキーネットの雰囲気を特徴付けることになった掲示板が人気を博していた。この頃の通信速度は300bpsで、多くのものはカプラーを使用していた。
1985年、麻奈美のコーヒーショップが中心となり日本で最初の大規模オフ会が南青山で開かれ、二百数十人が参加した（参加者中女性は数人であった）。また、ネットを介して知り合い結婚するまでに至った日本初のカップルもやはりこのsigの常連であった。ちなみにこのカップルはわずか2週間で離婚した。

### ID5ケタ時代
asc7000〜は、同じシステムを使った他のBBSシステム用に割り当てられていたため、ユーザーが1万人を超えるとIDを5桁に移行することになった。IDでユーザーの使用歴が分かってしまうシステムに問題があったため、当初のasc0000〜9999まではasc10000〜asc19999とし、新規申し込みには、asc00000〜を発行した。4桁時代のユーザーには不満を漏らすものも多かったが結果的に、その後の平和な雰囲気を生む判断だったといえよう。有料化するまでには約2万5千のIDがあり、有料化後はpcs00000〜に移行した。この頃の通信速度は300〜2400bpsで、CTERMに代表される通信ソフトの画面に表示されていくスピードは、まだ目で追えるものであった。ホストのVAX-11には、1988年の有料化までに数ギガバイト程度のデーターが溜まった。殆ど全てが文字情報であることを考えると、当時としては非常に巨大なデーターであった。
また、最初の2万までのID発行システムには重大なバグがあった。8桁のランダムな数字を割り当てるスクリプトを組んだはずであったが、実際には85634927,56349278,・・・,78563492までの8種が繰り返し現れる杜撰なデフォルトパスワードを印刷してユーザーに届けていたことが、実験開始後数年間誰にも気付かれず放置されていた。チャットで会話をしていたjunk.test常連の高校生達のグループが、受け狙いでたまたま仲間に自分のデフォルトパスワードを晒した事を発端として広まり、その後都内の高校生10数人を中心としたグループによる休眠中のIDを使ったハッキングが横行した（自分のIDでハックすればすぐにばれてinfomixのパスワード欄が*になってしまうため、「星になる。」と言われていた。また毎日IDを8つづずつインクリメント/デクリメントして、仲間には誰だかが分かる様になっていた）。2万人の登録があっても一度もログインしていないIDが殆どであったため実害は無かったが、一定期間ルート権限を奪取されており（mako-o事件）、アスキーネットのVAX-11だけでなく他のシステムへの踏み台にもなっていた。運営側は血眼になってバックドアを探したが、自分達が作ったふざけた名前のトラップが逆にバックドアに作り変えられているとは夢にも思わず、これは有料化されるまで残るに至った。1985〜1988年には、アスキーネットには常時50人〜100人の一般ユーザーがログインしていたが、常にそのうち1割程度の者がBBSシステムだけでなく公開終了したゲーム（rogue）をしたり、uucpでJUNETと繋がったBSDのシステムとして使い続けていた。また、慢性の回線不足で非常に接続しにくかったため、アスキーの社員や他のユーザーを切断して仲間をつないだり、infomixで管理されていた他のユーザーの個人情報を見る等、不正が横行した。しかしこの時代の運営側と、BBSのアクティブユーザーでもあった彼らの連夜繰り広げられる深夜の攻防により、単純なセキュリティホールは有料化までには無くなり、有料化移行は比較的安全なシステムとなった。前述のバックドアが、トラップ自体運営側にとって遊びの範疇であったことが幸いになり有料化をもってアクセスできなくなったことは、その後のアスキーネットにとって非常に幸運だったといえよう。unixといっても当時の一般のパソコンユーザーには全く馴染みが無く、攻守それぞれが互いに知り合いであった長閑な時代の象徴である。

### 有料化〜4ネット並立時

#### アスキーネットACS（Advanced Communication Service）
主にビジネスユーザーをターゲットにしたネットワーク。利用者IDの頭3文字がacsで発行された。発足直後、LANで繋がる実験システムのルート権限が奪取されていたため、最初に数千枚送付したIDとパスワードは外部に漏れてしまい、全て印刷しなおすことになり損害を出したといわれている。ACS自体は当初から実験時代のアスキーネットとは違い、VT100エスケープシーケンスを使った安全で使いやすいBBSシステムを使用、その後のスタンダードとなった。

#### アスキーネットMSX（ASCII NET MSX）
主にMSXユーザーをターゲットにしたネットワーク。アスキーはマイクロソフトとともにMSX規格パソコンの普及を図っていた。利用者IDの頭3文字がmsxで発行された。

#### アスキーネットPCS（Public Communication Service）
ホビー向けのネットワーク。実験時代のアスキーネットの名称を改め続けて運営されその後有料化された。特徴的な場所として練習用掲示板（junk.test）があった。利用者IDの頭3文字がpcsで発行され、それまでのasc00000〜のIDもpcs00000〜に移行した。

#### アスキーネットDPI（ASCII NET DELPHI）
米国のパソコン通信サービスDELPHIへのゲートウェイサービスを主としたネットワーク。利用者IDの頭3文字がdpiで発行された。

### 統合後
それまでの利用者IDであるacs,dpi,msx,pcsの4種は統合後もそのまま使用可能であった。統合後に加入した利用者のID頭3文字はnetで発行された。

#### パブリックステージ
統合前までのsigがパブリックステージとなった。

#### グループステージ
パブリックステージとは別に同好者が申請し新規にsigを作成できた。投票により利用者中からsigopが選ばれた。

## 特徴
運営者であるアスキーがパソコン関連出版社であり、技術系利用者の割合が比較的多かったとされる。掲示板においては、管理者が積極的に運営を行うのではなく利用者が自治的な利用を行っていた。
利用者層によるものか操作性に由来するものか理由は定かではないが、飾り気がなく冗長性を排した書き込みが好まれた。

### 練習用掲示板（junk.test）
アスキーネットの通常の掲示板では年単位でログが残されていたのと較べ、junk.testでは週に一度、後には月に一度書き込みが全消去され、過去ログも残されないという運用がされ、利用者にはいわゆる「なんでもありの場所」として認識されていた。2chと比較されることも多いが、すべてのユーザーが固定IDを持ち、数百名がコミュニケーションをとる構造は、mixiに代表されるソーシャルネットワークにも類似していた。そのため「なんでもあり」とはいえ、利用者同士のオフラインでの人間関係の範疇に収まっていた。
また、ここで発祥したソフトウェアや「ネタ」が他のパソコン通信ホスト等へ広がることもありjunk.testはアスキーネットを象徴する掲示板の一つとなっていた。
1987年にX68000が発表された時、あるユーザーが「30万円預けてくれれば手に入れてあげる」と周りのユーザーを勧誘し百数十万円を集め持ち逃げをする事件が発生した。警察沙汰にはならなかったが、被害者が加害者を暴行する事態に至り、すでにネット社会の問題点が顕在していたと言える。

## 関西センター
兵庫県南部地震後、災害時のバックアップを目的に開設された。ただし、サービス終了までに実際に稼動したのはアスキーネットに機器障害が発生した時のみである。

## その他
- グループステージ「メディア国勢調査」"census.people.media"の調査によれば、サービス停止直前である1997年8月24日のID数は19,026であった。
- サービス終了後、掲示板のログが会員の希望者先着2,000人にCD-ROMで配布された。